# Thiếu Lâm thất thập nhị huyền công

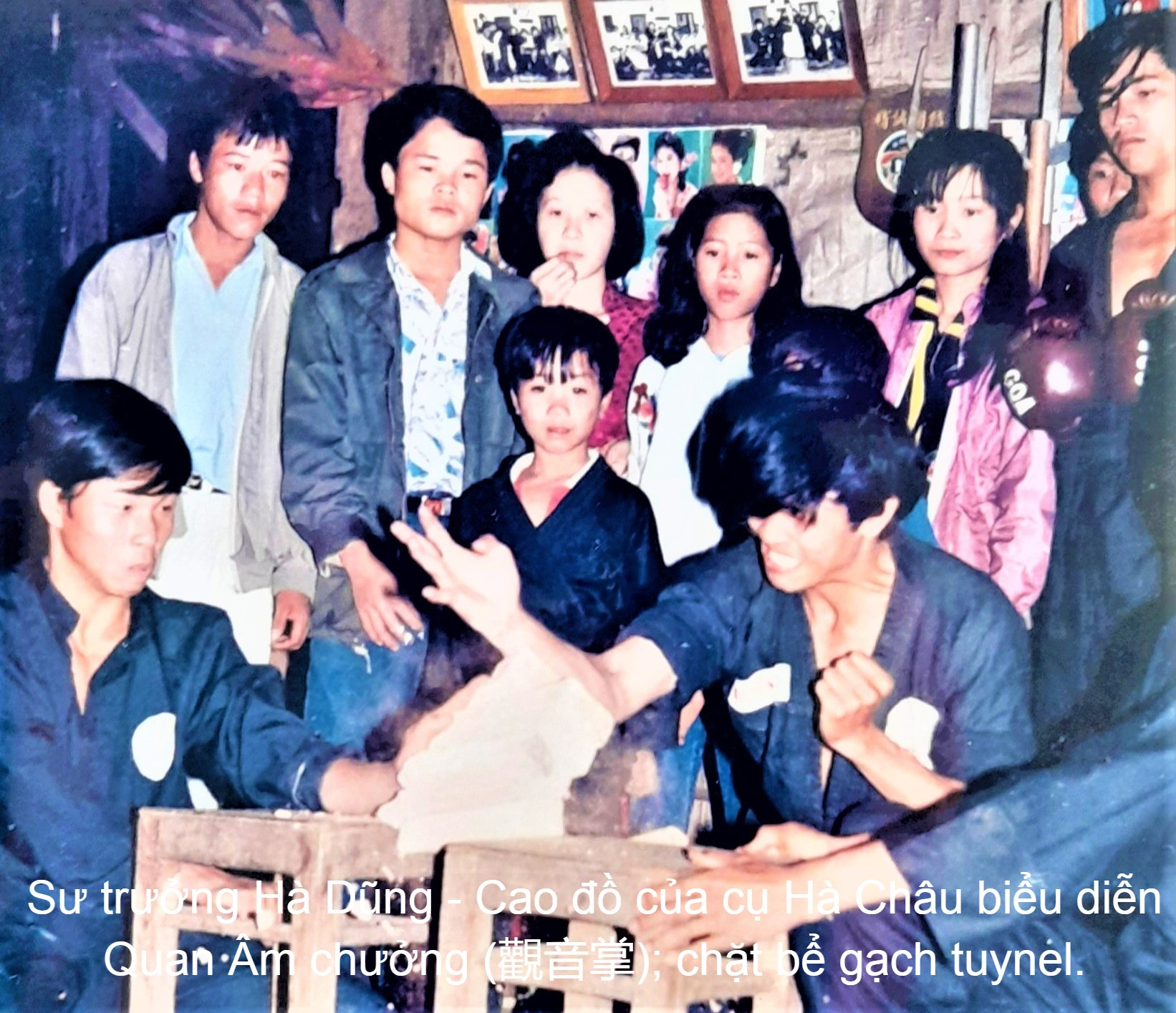
Sư trưởng Hà Dũng - Cao đồ của cụ Hà Châu biểu diễn Quan Âm chưởng; chặt bể gạch tuynel.

Bài này viết về một môn võ thuật có nguồn gốc từ Trung Hoa. Các nghĩa khác về Thiếu Lâm khác được liệt kê tại Thiếu Lâm (định hướng)
Xem thêm Thiếu Lâm quyền
Thiếu Lâm thất thập nhị huyền công, Thất thập nhị huyền công niên tuyệt kĩ, hay 72 tuyệt kĩ Thiếu Lâm, 72 công phu Thiếu Lâm Tự, Thiếu Lâm Thất Thập Nhị Nghệ là số lượng các tuyệt kĩ được các võ sư nhiều đời của Thiếu Lâm tự đúc kết, tinh lọc, tổng hợp và phân loại, theo đó hệ thống võ học Thiếu Lâm phái hay Thiếu Lâm danh gia dù có phương pháp luyện tập đặc biệt nào cũng không ra ngoài 72 tuyệt kĩ này.
Con số 72 (Địa Sát) trong lý luận Triết học Trung Hoa là bội số của số 9, cũng như con số 36 (Thiên Cang) hay 108 là tổng hợp của cả 72 và 36, được sử dụng trong nhiều hệ thống võ học khác nhau nhằm xác định số lượng đòn thế, chiêu thức trong một bài sáo lộ (quyền thảo, binh khí) hay các đòn thế tuyệt kĩ. Bởi vậy, trong thực tế thất thập nhị huyền công cũng có thể được chỉ một hệ thống khác hẳn, như hệ thống các phép biến hóa của nhân vật huyền thoại Tôn Ngộ Không trong Tây du ký, hay sử dụng để chỉ 72 thế công thủ phản biến trong Thập bát La Hán quyền của môn phái do võ sư Đoàn Tâm Ảnh Việt Nam giảng dạy, là các chiêu thức giúp các võ sinh tự vệ một cách hữu hiệu. Chính vì sự đa dạng của thuật ngữ như vậy, khi bàn về hệ thống thất nhập nhị huyền công với tư cách là những công phu của Thiếu Lâm tự, người ta thường gọi cụ thể bằng chữ "Thiếu Lâm thất thập nhị huyền công", hay "72 tuyệt kĩ Thiếu Lâm tự".
Trong lịch sử võ thuật Thiếu Lâm (Tung Sơn, Hà Nam) tương truyền rằng vào thời Tống Mạt Nguyên Sơ có nhà sư Giác Viễn Thượng Nhân (觉远上人) đã từ bài quyền La Hán Thập Bát Thủ (羅漢十八 手) nghĩa là 18 thế tay của phật A-la hán chế tác ra Thiếu Lâm thất thập nhị quyền pháp (người Trung Hoa dịch sang tiếng Anh là 72 Types of Shaolin) là 72 thế quyền căn bản của Thiếu Lâm.
Không nên lầm lẫn Thiếu Lâm thất thập nhị huyền công (người Trung Hoa dịch sang tiếng Anh là 72 Arst of Shaolin) với Thiếu Lâm thất thập nhị quyền pháp do Giác Viễn sáng tác.
Cũng nên lưu ý rằng trong võ Thiếu Lâm không hề có thập bát La Hán quyền (18 đường La Hán quyền) như đã được truyền tụng lâu nay trong giới võ thuật tại Trung Hoa và các nước Đông Á mà chỉ có bài quyền La Hán Thập Bát Thủ tương truyền từ Đạt Ma và La Hán quyền (羅漢拳) mà thôi.
Bài thập bát La Hán quyền chỉ có ở Việt Nam do võ sư Đoàn Tâm Ảnh (tức bác Sáu) sáng tác vào những năm thập kỉ 1960 và đây không phải là bài quyền chính thống trong môn võ Thiếu Lâm xưa nay.

## Lịch sử hình thành

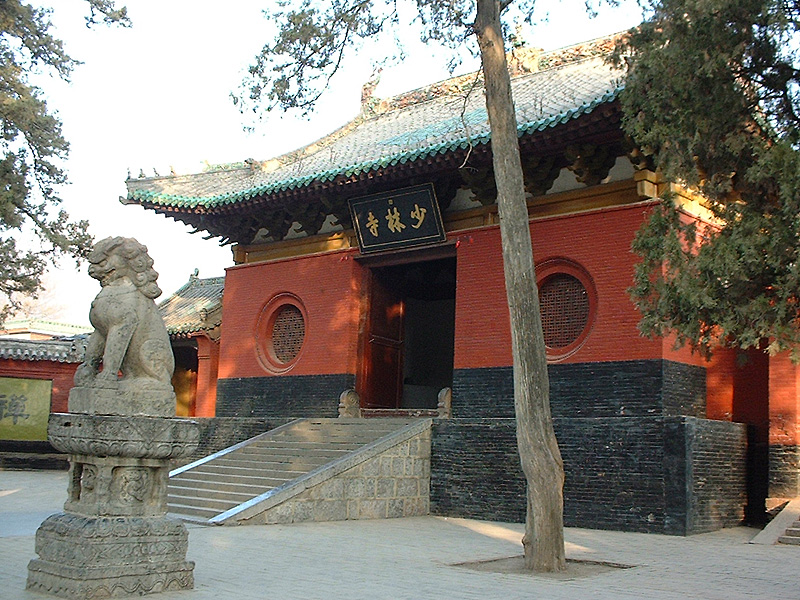
Cổng chính của chùa Thiếu Lâm Tung Sơn Hà Nam (Trung Quốc).

Võ phái Thiếu Lâm xuất phát từ Bồ Đề Đạt Ma, người đã truyền lại cho đời sau những trước tác như Dịch cân kinh, Tẩy tủy kinh và tương truyền là cả Cửu dương chân kinh và Cửu âm chân kinh cùng lời di huấn khích lệ môn đồ luyện tập trong sự sáng tạo không ngừng. Thiếu Lâm phái sau khi tổ sư viên tịch, qua nhiều đời đã được các sư tăng xiển dương, đúc kết và phát triển mạnh mẽ với những nguyên lý như "quyền thiền nhất thể", "từ bi bác ái", "dụng côn bất dụng thương" v.v. và dần trở thành sao bắc đẩu của các võ phái Trung Hoa. Tuy nhiên, sự súc tích, hàm dưỡng của các pho sách do tổ sư để lại đã khiến mỗi người một cách khai thác mãi không bao giờ hết, thậm chí nhiều người đã quá chú trọng luyện tập và giảng dạy thiên về những sở trường của bản thân. Từ đó đã nảy sinh nhiều võ công mới lạ không tránh khỏi có lúc rời xa những nguyên lý căn bản. Mạt kì đời Tống, Thiếu Lâm phái nổi lên phong trào sáng tạo mạnh mẽ chưa từng thấy, người người, nhà nhà đều tự nhận mình là môn đồ Thiếu Lâm và hệ thống mình luyện tập là của Thiếu Lâm. Các trưởng tràng Thiếu Lâm Tự lo buồn về sự "vật cùng tắc biến, tột đỉnh của hưng thịnh là báo hiệu của suy tàn" và bắt buộc phải ra tay cứu vãn tình thế.
Mùa thu năm 1333, vào đời vua Huệ Tông (Thuận Đế) nhà Nguyên, để chỉnh lý nội bộ Thiếu lâm phái đã phát triển vượt thoát ra ngoài tầm kiểm soát, Đại hội võ thuật Thiếu Lâm khai mở tại Tàng kinh các của Thiếu Lâm Tự. Chủ trì Đại hội là thiền sư phương trượng đời thứ 12 Nguyên Hạnh và 4 vị trưởng lão tiền bối trước đó đã ẩn cư trên 20 năm trong núi sâu. Đại hội cũng triệu tập được 700 trưởng tràng các chi nhánh, các tân môn, cựu môn, các quan nhân nguyên là môn đồ Thiếu Lâm ra xuất chánh. Mục đích của Đại hội là cảnh cáo các võ sư tự ý mở dạy bừa bãi công phu sở trường của mình, không sát với chương trình đã ấn định và tiêu chuẩn của Thiếu Lâm phái, đồng thời kì Đại hội cũng sửa lại một vài quy định đã lỗi thời.
Suốt hai tháng bàn cãi sôi nổi với nhiều ý kiến khác nhau, vào những ngày cuối của Đại hội các võ sư địa phương, các cao thủ đưa ra những môn tu luyện mới lạ từ sau ngày tổ sư viên tịch mà các môn này đã được các sư trưởng tiền nhân cứu xét và chấp nhận đặc cách vào danh sách võ công hậu bộ của Thiếu Lâm, không một lý do nào lại không được tu luyện nếu mình cảm thấy có sở trường ăn khớp với môn đó. Sau nửa tháng bế tắc không tìm được tiếng nói chung về hệ thống bài tập và những quy phạm mới nhằm điều chỉnh, thống nhất chương trình võ công Thiếu Lâm phái, thì Nguyên Nhiên tăng, bấy giờ là một môn đồ sơ đẳng của Thiếu Lâm phái, đưa ra ý kiến khởi đầu các môn đồ phải tập những võ công căn bản, sau đó tùy sở trường của từng người thì luyện tập các môn mình thấy phù hợp. Ý kiến được các sư trưởng và toàn thể Đại hội nhất trí thông qua.

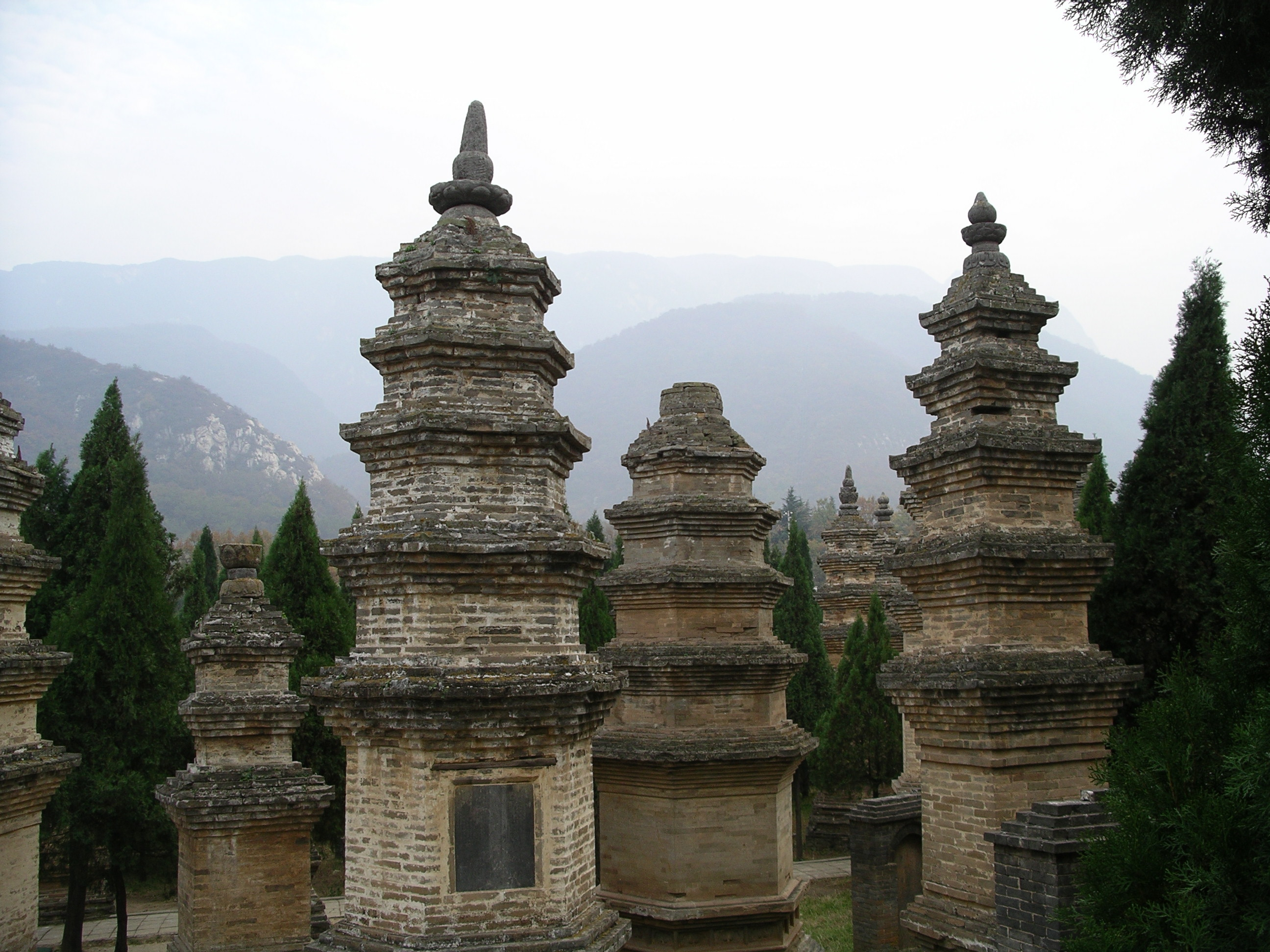
Phía sau chùa Thiếu LâmTung Sơn tỉnh Hà Nam (Trung Quốc).

Sau khi tổng kết, xem xét hàng ngàn phương pháp, cách thức, bí quyết tu luyện võ công (với khinh công, thủy công, nhuyễn công, ngạnh công, nội công, ngoại công v.v.) đã được các trường tràng, các chi nhánh và các cao thủ phát triển trên nền tảng võ học Thiếu Lâm phái, Đại hội đã tiến hành sắp xếp, phân loại, và tổng hợp thành 72 pho tuyệt kĩ với tên gọi Thiếu Lâm thất thập nhị huyền công niên tuyệt kĩ.
72 tuyệt kĩ võ học Thiếu Lâm Tự đã bao quát toàn diện những hệ thống võ công từ nguyên khởi đến cả những thời điểm hoàng kim nhất của võ phái, và dù sau này có một thiên tài võ học tìm thêm được các công phu nào đó và tuyên bố rằng đó là một hệ thống chưa từng có, thì cũng vẫn có thể xếp vào một trong 72 môn loại đã được Đại hội ấn định vì chúng không thể ra ngoài hệ thống này. Tuy nhiên sau một thời gian nghiên cứu, 72 tuyệt chiêu đã được liệt vào nhóm "huyền thoại" huyễn hoặc, bị thổi phồng lên quá mức bình thường và nay trở thành một món chơi kém giá trị.

## Đặc điểm

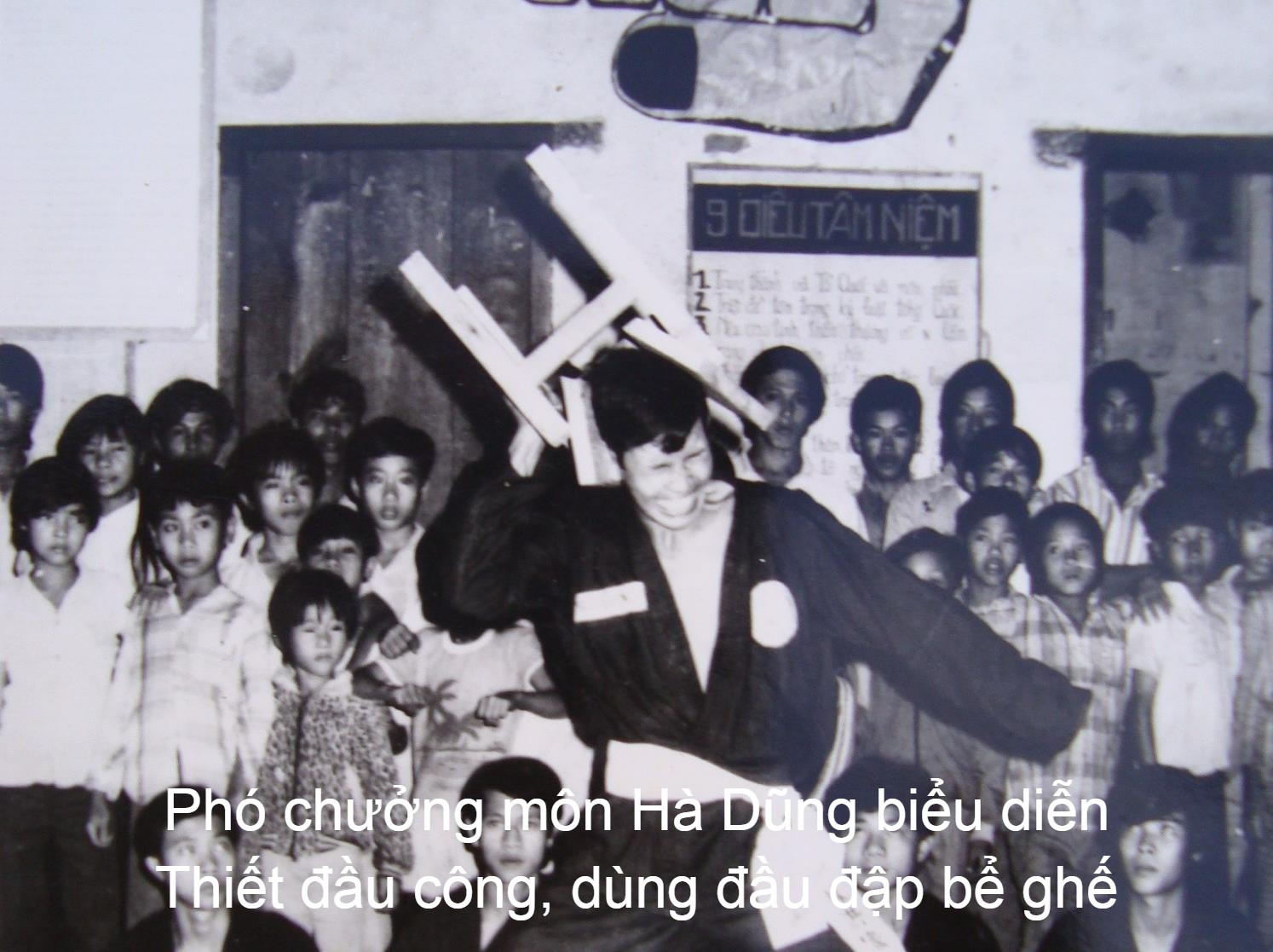
Sư trưởng Hà Dũng - Cao đồ của cụ Hà Châu biểu diễn Thiết đầu công; dùng đầu đập bể ghế.

Thiếu lâm thất thập nhị huyền công là những kĩ pháp đặc biệt khó luyện, đòi hỏi hàng chục năm mới đạt mức thành tựu trung bình. Võ sư chỉ am hiểu được 1, 2 tuyệt kĩ đã có thể sáng lập một môn phái. Trong lịch sử chùa Thiếu Lâm, chỉ có một người đạt được 7 tuyệt kĩ đã vang danh là kì nhân thiên hạ. Thất thập nhị huyền công Thiếu Lâm được phân chia thành nhiều dạng: nhuyễn công, ngạnh công, nội công, ngoại công và tập hợp thành các nhóm khác nhau gồm:
- Các bí quyết luyện chỉ lực (luyện ngón tay)
- Các bí quyết luyện chưởng (luyện lòng bàn tay hay cạnh tay)
- Các bí quyết luyện khinh công và phi hành (luyện chạy nhanh, nhảy cao, lướt trên mặt nước)
- Các bí quyết luyện thiết quyền và thiết tí (luyện nắm đấm, sức mạnh của cánh tay v.v.)
- Các bí quyết luyện thiết cước và thiên cân trụy (luyện đòn chân)
- Các bí quyết luyện những công phu đặc dị (như đầu cứng như sắt, cơ thể nhu nhuyễn, thu hạ bộ vào khoang bụng v.v.)

## Danh sách

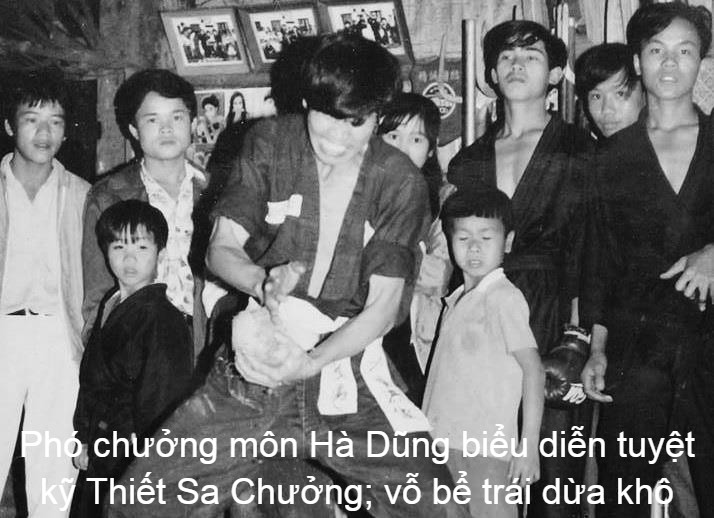
Sư trưởng Hà Dũng - Cao đồ của cụ Hà Châu biểu diễn Thiết Sa Chưởng; vỗ bể trái dừa khô.

Trong danh sách dưới đây những tên in đậm và có đánh số trong ngoặc là theo thứ tự và kèm theo tên bính âm của môn đó từ tài liệu khác bằng tiếng Anh tựa là 72 Arts of Shaolin của Kim Cảnh Chung đã đến chùa Thiếu Lâm (Tung Sơn) diện kiến phỏng vấn phương trượng Diệu Hưng vào năm 1920, Diệu Hưng vốn là đệ tử của Nam viện cho nên các tài liệu từ Tây viện và Đông viện sau này xuất bản tại Trung Quốc có khác một chút nhưng cũng đều là công phu chân truyền chính tông từ Tung Sơn Thiếu Lâm Tự, do vậy còn có kèm theo những tên gọi khác trong danh sách dưới đây.
1. Thiết tí công (ngón tay sắt) (30) 鐵臂功 (ngón tay sắt): Khởi đầu dùng ngón tay đập vào các gốc cây, sau tăng lên đập vào đá. Phải có thuốc ngâm tẩm đặc biệt để tập.
2. Bài đả công (10) 牌打功: Cầm miếng gỗ tự đánh vào thân mình.
3. Thiết tảo công hay Thiết tảo trửu – Tie Sao Zhou Gong (11) 鐵掃帚功 (chổi sắt quét): Luyện chân với các đòn cước quét (tảo địa). Khởi đầu bằng đứng Trung bình tấn, sau luyện chân (tảo địa cước) quét vào các gốc cây.
4. Túc xạ công (3) 足射功 (bắn bằng chân): dùng ngón chân và ức bàn chân đá vào những viên đá mỗi ngày từ viên nhỏ cho đến tảng đá to bắn tung lên về phía trước.
5. Cước thích công 腳刺功 / 脚刺功 còn có tên gọi khác là Thoái thích công 腿刺功: môn này thật ra là một phần trong môn Túc xạ công, thay vì đá vào những viên đá thì thay bằng túi cát từ nhẹ đến nặng và từ nhỏ đến lớn cho đến khi có thể đá tung bao cát nặng từ 100 kg trở lên. Môn này luyện phải mất đến 10-15 năm thì công phu cáo thành.
6. Đồng sa chưởng 铜沙掌, tên phổ biến hơn gọi là Trúc Diệp Thủ Công (12) 竹葉手功 (tay lá trúc) hay Trúc diệp chưởng, gần giống Thiết sa chưởng. Dùng túi vải cho cát sắt vào rồi treo lên đánh bàn tay vào mỗi ngày từ nhẹ đến nặng (tăng trọng lượng bao cát lên.
7. Xà hành thuật (13) 蛇行術 còn gọi là Ngô Công Khiêu – Wu Gong Tiao 蜈蚣跳 (Ngô Công: con rết, Khiêu: nhảy): cách tập là hít đất bằng tay và chân rồi nhảy lên bằng cả hai tay và 2 chân rồi đáp xuống đất, luyện lâu ngày có thể luyện các ngón tay và ngón chân cho cứng.
8. Đề thiên cân (14) 提千斤 (nhấc ngàn cân), hay Thiên cân trụy: Trụ tấn nâng vật nặng. Luyện từ thế Trung bình tấn, hai tay nâng vật nặng lên trời giống như nâng tạ bằng các ngón tay. Môn này luyện thủ trảo (ngón tay) là chính gồm 3 ngón tay: ngón cái, ngón trỏ và ngón giữa.
9. La hán công (23) 羅漢功 (công phu La Hán): là cách tập nhãn lực nhìn ban đêm bằng cách thiền và tập trung nhìn vào ánh trăng, đèn lồng lâu ngày và massage vùng mắt.
10. Thiết đầu công (8) 鐵頭功 (đầu sắt), còn gọi là Thạch đầu công (đầu đá): Luyện húc đầu vào vật cứng. Lúc mới luyện phải quấn vải quanh đầu rồi húc vào tường với lực nhẹ, từ từ tăng dần lực và sau nhiều ngày thì tháo mảnh vải ra. Món này phải có thuốc không thì nguy hiểm tính mạng.
11. Tứ đoạn công – Si Duan Gong (6) 四段功 (bốn đoạn) là công phu nội ngoại (luyện thở và gân cốt) như Bát Đoạn Cẩm và Dịch Cân Kinh Thiếu Lâm giúp tăng cường thể chất, cường kiện thân thể, tăng tuổi thọ và tránh bệnh tật.
Đoạn 1: Thác Thiên Đề Địa Lý Tam Tiêu 托天提地理三焦经 (đỡ Trời nâng Đất điều chỉnh Tam Tiêu). Theo Đông Y học Cổ truyền Trung hoa, Tam Tiêu bao gồm: Thượng Tiêu là khu vực phía trên hoành cách mô gồm Tâm (tim) và Phế (Phổi), Trung Tiêu là khu vực nằm dưới hoành cách mô gồm Tì và Vị (khu vực dạ dày, lá lách), Hạ Tiêu là khu vực gồm Tiểu Trường (ruột non), Thận, Bàng Quang (bọng đái).
Theo quan niệm y học cổ truyền Trung hoa, kinh Tam Tiêu là khu vực sản sinh năng lực sống cho cơ thể cho nên điều trị bệnh hay làm cường thân kiện thể trước nhất cần đả thông kinh Tam Tiêu nghĩa là tiêu trừ bệnh tật tại tạng phủ trước. Trong võ thuật Thiếu Lâm, muốn luyện bất cứ môn công phu nào trước tiên phải luyện công đả thông khí huyết cho kinh Tam Tiêu trước thì khi luyện các môn công phu mới mang lại hiệu quả lâu dài. Vì dụ như một người luyện công phu quyền cước giỏi các môn nội ngoại công, ngạnh công nhưng chỉ một cơn bệnh tiêu chảy có thể làm tiêu tan khí lực và khí huyết trong cơ thể thì bao nhiêu công phu cũng không thể phát huy tác dụng.
Đoạn 2: Ngũ Lao Thất Thương Vãng Hậu Tiều 五劳七伤往后憔 (quay ra sau nhìn để trừ năm điều mệt nhọc, bảy điều thương tổn). Theo y học cổ truyền Trung Hoa, trong tác phẩm Hoàng Đế Nội Kinh Tố Vấn có trình bày về phương pháp trường sinh bất lão qua cuộc trò chuyện giữa vị Hoàng Đế đầu tiên trong lịch sử Trung hoa và Kì Bá như sau:
" Ngày xưa, Hoàng Đế khi sinh ra đã có tính thần linh, tuổi còn nhỏ đã biết nói, còn bé đã xử lý mọi việc nhanh nhẹn và chu đáo. Khi lớn lên, tính tình ông đôn hậu, minh mẫn. Khi thành nhân ông được lên ngôi vua.
Có lần Hoàng Đế hỏi Thiên Sư (Kì Bá) rằng: "Ta nghe rằng người thì thượng cổ tuổi tác có đến trăm tuổi mà động tác vẫn không suy yếu, người thì nay tuổi mới nửa trăm mà động tác đều suy yếu. Đó là vì thì thế khác nhau ư ? Hay là con người sắp mất đi (sự hòa điệu Âm Dương)?
Kì Bá đáp: " Người thì thượng cổ đều biết đạo dưỡng, họ bắt chước theo lẽ (biến hóa) của Âm Dương, hòa hợp được với thuật luyện tinh khí, Ăn uống có điều độ, thức ngủ theo lẽ thường, không lao động mệt nhọc một cách cẩu thả, do đó hình thể và thần khí của họ đầy đủ để có thể sống trọn tuổi trời, trăm tuổi mới chết.
Người thì nay thì không thế, họ lấy rượu làm thứ uống, lấy sự cẩu thả làm lẽ thường, say sưa rồi giao hợp, lấy sắc dục làm cho tinh khí bị hao kiệt, hao tổn đến chân khí, họ không biết giữ vững cái chén đầy, không theo đúng sự thay đổi khí tiết bốn mùa để bảo dưỡng tinh thần, họ chỉ muốn làm cho khoái cái tâm, làm nghịch lại cái vui chân thực, họ thức ngủ không điều độ, do đó mà tuổi mới nửa trăm thì đã suy yếu vậy.
Ôi ! Thì thượng cổ, bậc thánh nhân dạy người dân dưới mình, (muốn cho họ) đều phải rõ về (tai hại) của hư tà, tặc phong, muốn cho họ tùy theo thì tiết mà tránh tà khí, phải giữ lòng điềm đạm, hư vô, phải sống đúng với chân khí mình. Tinh thần có giữ được bên trong thì bệnh làm sao có thể đến được?

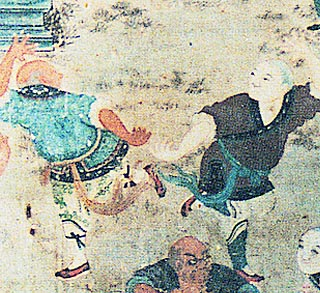
Võ Thiếu Lâm

Võ Thiếu LâmĐược vậy thì chí sẽ nhàn mà ít ham muốn, tâm được an mà không sợ sệt, hình thể nhọc nhằn mà không mệt mỏi. Khí được theo với lẽ thuận, mọi việc theo đúng ý muốn của mình và đều được toại nguyện.
Nhờ vậy mọi người được ăn ngon, mặc theo ý muốn, vui với tập tục nơi mình sống.
Kẻ ở vùng cao hay thấp không ham muốn cái gì ngoài nơi của mình ở.
Nhờ vậy, ta gọi người dân này là "phúc".
Nhờ vậy, sự ham muốn không làm mắt bị mệt, điều dâm tà không làm Tâm bị mê hoặc.
Tất cả kẻ ngu, bậc trí, bậc hiền, người đúng đắn không bị ngoại vật làm cho kinh sợ.
Cho nên, ta gọi đó là hợp với Đạo...."
Cho nên người luyện công mà tinh thần luôn trong trạng thái mệt mỏi lo âu, lao tâm khổ tứ do làm việc quá mức mà không biết điều hòa sinh hoạt thì hao tổn chân khí thì khi luyện công cũng khó mà luyện được. Trước khi luyện công cần phải để tinh thần sung túc không được hao tổn tinh thần do làm việc nhiều quá.
Đoạn 3: Thôi Song Vọng Nguyệt Khử Tâm Hỏa 推窗望月去心火 (hai tay đẩy cửa sổ nhìn Trăng để khử Tâm Hỏa)
Đoạn 4: Chiêu Không Đả Không Lực Bất Lao 釗空打空力不勞 (chộp khoảng không đánh khoảng không để luyện sức không mệt nhọc)
12. Thiết bố sam công (9) 鐵布衫功 (áo giáp sắt): Luyện vai, ngực, lưng cho thành cứng như sắt, không luyện bụng. Khởi luyện bằng cách xoa toàn thân, nằm trên vật cứng. Sau tăng lên bằng các bài tập phi lưng, ngực, vai v.v. lên cát Hoặc đào hố cát mịn chừng 0.33 m rồi nắm 2 tay trên xà ngang thả rơi mình xuống hố cát sao cho thân mình, ngực, bụng, vai, lưng rơi chạm xuống cát. Trước khi luyện như vậy nên quấn vải thân mình rồi xoa mạnh vào thân mình.
13. Song tỏa công (2) 双锁功 (hai khóa): dùng 2 cẳng tay (Kiều thủ) đập vào nhau rồi chà xát và nhau, phương pháp này không tạo sự chai cứng và tổn thương nhiều cho da thịt, luyện lâu ngày cánh tay sẽ có cứng có mềm và bên trong có lực.
14. Thượng quán công (71) 上罐功 (quán là cái hũ): Phép luyện huyền lực (lực treo) và sức nắm của cánh tay. Xỏ hũ vào một cái cây. hai tay để ngang nắm hai đầu cây xách hũ đựng vật nặng rồi xoay 2 bàn tay và cổ tay cho cuộn dây thừng cuốn vào thanh cây cuộn hũ lên rồi lại thả xuống. Ngón nghề này tập về Cầm Nã thủ. Nhiều khi môn đồ còn bị cắm dao bên sườn để luyện không cho hạ tay xuống khi mỏi.
15. Thạch tỏa công (29) 石锁功 (khóa đá): là khối tạ bằng đá có quai xách để tập sức mạnh cánh tay (Kiều thủ).
16. Thiết châu đại hay Thiết chu đại (40) 鐵珠袋 (bao sắt đựng đá) hay Thiết đới công 鐵帶功: Cách luyện lực ở nách, dùng để quăng quật đối thủ. Cách luyện dùng bao cát tung lên chụp giữa 2 người, lâu ngày tăng dần trọng lượng bao lên. Ban đầu chụp phía trước, sau dần chụp phía sau và bên phải bên trái.
17. Thiên cân sạp hay Thiên cân áp (20) 千斤闸 /千斤閘 (cánh cổng ngàn cân), gần tương tự Đề thiên cân là tập nâng vật nặng, khác một chút là vật nâng là tảng đá lớn treo lên lơ lửng trên 2 thân cột như cái đập ở cửa sông nên gọi là sạp hay áp (đập ngăn cửa sông).
18. Tiên kình pháp (kình lực roi) (25) 鞭劲法 / 鞭勁法 (kình lực roi): luyện Kiều thủ (2 cánh tay và 2 cẳng tay) bằng cách kéo xà đơn nâng người lên mỗi ngày, luyện lâu ngày sẽ có 2 cánh tay mạnh mẽ. Sau đó cột 2 bao cát qua ròng rọc với thanh gỗ ngang và dùng 2 cẳng tay đè thanh gỗ xuống để nâng 2 bao cát lên.
19. Phân thủy công (55) 分水功 (rẽ nước): Luyện sức hai tay rẽ. Thường dùng cây mây, cây song loại lớn đóng thành màn, sau đó dùng hai tay vẹt sang hai bên.
20. Ngọc đới công (63) 玉帶功 (thắt lưng ngọc), còn gọi là Càn khôn khuyên: Công phu chuyên luyện cho hai cánh tay có sức mạnh xiết vòng lại, có thể ôm xiết người đến gãy xương mà chết. Thường luyện bằng cách ôm xiết khối đá nặng hình trụ và nhấc lên. Phương pháp này gần giống với Bao thụ công (5) 抱树功 (ôm cây) bằng cách luyện sức xiết của vòng tay vào thân cây và cố gắng nhổ lên. Ban đầu tập cây nhỏ sau tăng dần thân cây to lớn làm rung cành lá.
21. Ưng dực công (37) 鷹翼功 (cánh ưng): Là công phu dùng cùi chỏ hạ thủ, thuộc loại ngạnh công. Treo hai bao cát hai bên tăng dần độ nặng, luyện đánh chỏ ngang. Công phu này hơn Điểm thạch công một bậc về độ công phá mục tiêu cứng.
22. Siêu (Khiêu) việt pháp 超越法 – hay Khiêu Dược Công (46) 跳薬功: mang bao chì hoặc bao cát vào thân rồi tập nhảy lên miệng hố hay miệng giếng, khi nhảy không được cong đầu gối hay co người lại.
23. Bá Vương trửu (59) 霸王肘 (khuỷu tay Bá Vương): Cũng luyện cùi chỏ như Ưng dực công nhưng khác về cách luyện, nằm sấp hoặc ngửa chống chỏ xuống, người nhô lên hạ xuống. Sau có thể đặt thêm vật nặng lên người để tập. Ban đầu tập trên nền đất, sau từ từ lên nền đá, nền sỏi đá nên cùi chỏ ban đầu sẽ bị tổn thương cần có thuốc xoa bóp thêm. Luyện 6 năm thì công phu đại thành.
24. Nhất chỉ kim cương pháp (1) 一指金刚法 (một ngón tay),Gần giống Nhất chỉ thiền, nhưng Nhất chỉ thiền thiên về âm công, phóng ngón tay đả thương địch từ xa, còn Nhất chỉ kim cương pháp thiên về luyện dương cương. Dùng ngón tay trỏ đâm vào tường, đá, thân cây, ... nhiều ngày, có thể gây rách da chảy máu trong thời gian đầu mới luyện. Phương pháp này xỉa ngón trỏ vào vật cứng cho nên mới gọi là luyện dương cương.
25. Bạt đinh công (4) 拔钉功 (nhổ đinh): Luyện chỉ lực (lực ngón tay nhổ bàn đinh).
26. Nhất chỉ thiền công (7) 一指禅功 (phóng một ngón tay): Là loại âm công cực độc. Người luyện thành thì khi phát ngón tay chưa tới mà địch thủ đã bị thương, ở cấp thấp thì ngón tay cứng như dùi sắt. Dùng ngón tay trỏ xỉa vào vật nặng treo lơ lửng nên không có lực phản chấn gây nội thương và do tính chất nhu chuyển của vật nặng treo mà gọi là luyện âm nhu. Sau dùng ngọn nến đốt lên xỉa cho đến khi tắt ngọn nến. cuối cùng dùng giấy rồi kính thủy tinh bao quanh ngọn nến xỉa cho đến khi tắt ngọn nến. Ngón nghề này phải luyện trên 10 năm mới cáo thành công phu.
27. Thạch trang công 石樁功 (tấn vững như đá) hay Thạch trụ công 石拄功: đứng Trung bình tấn càng lâu càng tốt với 2 phiến đá tảng lớn nặng đặt trên 2 đùi, sau luyện trên cọc (Mai hoa trang).
28. Kim chung tráo hay Kim chung trạo (21) 金鐘罩 (chuông vàng úp): dùng vài thô quấn cục thành quả chùy rồi đánh vào thân mình mọi bộ vị, lúc đầu thấy đau sau dần không thấy đau thì thay bằng chùy gỗ, rồi chùy đồng.
29. Thiết ngưu công (36) 鐵牛功 (trâu sắt): Đầu tiên xuống Trung bình tấn dùng ngón tay và bàn tay đánh vào bụng đồng thời dồn hơi xuống chịu lực rồi xoa mặt bụng. Sau thời gian không thấy đau thì dùng chùy gỗ rồi chùy sắt đánh vào. Sau cùng, đặt vật nặng trước bụng, nằm ngửa để luyện cứng bụng.Môn này có chỗ gần giống môn công phu Qui Bối Công (42) 龜背功/龟背功 luyện tập sức chịu đựng ở vùng lưng và 2 bên thắt lưng, dùng tay xoa vùng thắt lưng và lưng 360 vòng thuận nghịch (720 vòng) rồi dùng tay ấn và đánh vào, lâu ngày có thể dùng vật cứng như búa nhỏ gõ vào, bình thường khi không tập luyện thì nằm lưng trên vật cứng để tập sức chịu lực.
30. Toàn phong chưởng 旋風掌 tên gọi phổ biến là Châu sa chưởng (17) 朱沙掌, còn gọi là Hồng sa chưởng, Mai Hoa chưởng: Thuộc loại âm công tối độc, đứng hàng đầu trong các loại âm công. Khi phát chưởng không cần chạm tay địch thủ đã bị thương trí mạng. Luyện bằng cách khuấy cát trong chậu vuốt lên khiến cho cát bay lên theo vòng xoáy như gió lốc, sau nâng dần độ khó bằng mạt sắt và bi nhỏ, khi tập chưởng lực, chưởng ra gió lốc. người trúng chưởng sẽ có một lồng khí xâm nhập và đi khắp cơ thể, gây loạn khí mà chết.
31. Ngọa hổ công (18) 臥虎功 (hổ nằm): Công phu dương lực chuyên luyện đầu ngón tay và cả đầu ngón chân theo cách chống các ngón tay chân hít đất. Có thể đặt vật nặng lên lưng để tập.
32. Bạt sơn công (67) 拔山功 (bạt núi): Thuộc loại công phu dương kình. Luyện bằng cách dùng các ngón tay nhấc trụ cây sắt chôn dưới đất sâu từ 1 – 2m rồi nhổ lên, trong khi nhổ không được lay lắc. Luyện lâu ngày chôn thân cây càng sâu thì công phu càng thâm hậu
33. Kim long thủ 金龍手 còn gọi là Hợp bàn chưởng (72) 合般掌: Luyện sức mạnh bàn tay có thể làm tan sắt đá bằng cách xoa hai đầu bó đũa tre, tập tuần tự đến khi xoa nhẹ cái thì bó đũa nát ra, sau đó xoa đũa sắt cho đến khi bó đũa mỏng đi và dài ra.
34. Thôi sơn công 推山功 còn gọi là Thôi sơn chưởng (61) 推山掌: Công phu luyện lực phát kình tại chưởng tâm (giữa lòng bàn tay) và cổ tay tương tự Phùng chỉ công. Luyện bằng cách đặt tay đẩy khối đá nặng trên mặt bàn tăng dần cho đến khi khoảng 200 kg rồi tập lại từ đầu đánh chưởng mạnh vào khối đá. Công phu này mất khoảng 15 năm mới đại thành.
35. Thích mộc trang 刺木樁 còn gọi là Thích trang công 刺樁功, tên khác là Bách Thụ Trang (58) 百树樁: cách luyện dùng một thân cây tròn chôn sâu xuống đất và dùng chân (đầu ngòn chân, cạnh bàn chân, gót bàn chân, ức bàn chân) đá vào thân cây mỗi ngày, mỗi ngày tập 3 lần (sáng, trưa, chiều tối), mỗi lần đá mỗi chân từ 200 – 500 lần. Sau cùng thay thân cây bằng thân cây to hơn rồi đến những phiến đá tảng lớn từ 100 – 500 kg thì công phu đã đại thành. Lúc mới tập chân hay bị đau thì ngưng hết đau rồi tập tiếp từ nhẹ đến nặng từ yếu đến mạnh dần.
36. Ưng trảo công (35) 鷹爪功 hay Ưng trảo lực 鷹爪力 (vuốt ưng, luyện các ngón): môn này giai đoạn đầu luyện dương cương giống Đề thiên cân dùng ngón tay cái, ngón trỏ và ngón giữa bấu vào vật nặng nhấc lên (bình to chứa cát như cổ và miệng bình nhỏ). Sau cùng chuyển sang luyện âm nhu dùng tay không bóp Mặt Trăng, mặt trời, chim bay, ...
37. Trảm ma kiếm 斬魔剑 / 斩魔剑 còn có tên khác Quan Âm chưởng (70) 觀音掌: cách luyện dùng cạnh bàn tay chém xuống thanh gỗ trong 6 năm đến khi miếng gỗ từ chỗ mòn đến tách ra làm đôi, sau đó thay bằng đá xanh thêm 5 năm như vậy nữa. Cuối cùng dùng thùng sắt cho mạt sắt vào và chém xuống mặt thùng nhưng không chạm mạt sắt khoảng 8 năm đến khi chém xuống mạt sắt bị lõm xuống như đậu hũ và phải duy trì thêm 1 năm như vậy nữa thì cáo thành nhưng vẫn phải tiếp tục duy trì công phu.
38. Huyền không quyền 玄空拳 còn có tên khác là Âm quyền công (64) 阴拳功: cách luyện hàng ngày vào giờ Tí (lúc 0 giờ - 2 giờ sáng) dùng 2 tay đấm thẳng xuống miệng giếng khoảng 300 quyền, đánh khoảng 15 năm thì giếng sẽ phát ra âm vang, đánh 30 năm thì nước giếng văng lên tung tóe do kình lực đi xuống tận đáy giếng. Mỗi buổi sáng sớm thức dậy đánh khoảng 500 quyền mỗi tay (tổng cộng 1000) về phía mặt trời, buổi tối đánh khoảng 500 quyền mỗi tay về phía Mặt Trăng (nếu không có Mặt Trăng thì đánh vào ngọn nến để cách xa 1-2m giống như công phu Dương Quang Thủ (38) 陽光手 là phép tập quyền đả cách không với mục tiêu mà cách luyện là đấm vào ngọn nến mỗi ngày, mỗi lần đấm khoảng 500 – 3000 quyền. Trung bình mỗi ngày đánh khoảng 2000 – 3000 quyền trong 30 năm thì âm kình sẽ vô cùng khủng khiếp. Phương pháp tập này có ưu điểm không gây sang chấn thương cơ thể do không chạm vào vật cứng mà uy lực cũng không kém các môn dương cương đánh vào vật cứng.
39. Kim sa chưởng 金沙掌 còn có tên khác là Ma Sáp Thuật (50) 摩插術: cách luyện như sau, mỗi sáng sớm mặt quay về hướng Đông miệng ngậm cho lưỡi chạm nóc vòm miệng rồi dùng 2 bàn tay xoa vào nhau 20 lần. Kế tiếp một tay để trước bụng và ngực trong khi tay kia để sau lưng xoa đều 50 lần sau đó đổi tay, trong khi xoa không được thở ra bằng miệng mà cần phải ngậm hơi dồn khí xuống đan điền. Sau đó dùng một hộp hay chậu cho đậu, gạo vào đầy rồi dùng 2 bàn tay xỉa thẳng xuống khoảng 1000 lần cho đến khi tăng lên 4000 lần mỗi tay một ngày trong 3 năm. Thay hạt bắp (kê) thì xỉa 5000 lần mỗi ngày trong 1 năm, thay cát thì xỉa 6000 lần mỗi ngày trong 1 năm rưỡi, thay mạt sắt thì xỉa 10 000 lần mỗi ngày cho đến khi xỉa tay xuống tận đáy cát thì công phu cáo thành. Độ dày của hạt đậu, gạo, kê, mạt sắt là 40 cm.
40. Thiết sa chưởng (47) 鐵沙掌 (chưởng sắt), loại công phu chuyên luyện chưởng thịnh hành trong Thiếu Lâm thuộc Bắc phái chính tông. Cách luyện dùng đậu xanh và hạt tiêu nghiền nát thành bột rồi cho vào bao, đặt bao lên tấm gỗ phía trước mặt, đứng thế Mã bộ (Trung bình tấn) rồi dùng chưởng sấp ngửa buông lỏng cổ tay, cùi chỏ, vai đánh nhẹ xuống từ nhẹ đến mạnh mỗi tay khoảng 1000 cái cho đến 4000 cái trong vòng 3 năm. Sau đó dùng dấm 2500gr, nhân trung bạch 5000gr, bạch lạp 5000gr dùng lửa nhỏ luyện 3 nén nhang, luyện 4 lần cho đến khi cô đặc lại rồi cho vào chảo sắt trộn với cát trộn đều, lượng thuốc và cát bằng nhau rồi cho vào bao tập đánh như trên trong 3 năm, sau đó luyện thêm 6 năm mỗi tay đánh 10000 cái trong một ngày và duy trì vĩnh viễn. Đây là loại công phu ngoài âm trong dương, có đủ uy lực âm dương, khi đánh ra mềm mại và chỉ phát kình khi chạm mục tiêu, khi phát kình các khớp phải buông lỏng cho nên uy lực rất lớn và biến hóa.
41. Phi hành công (53) 飞行功 (đi như bay), còn gọi là Dạ hành thuật 夜行術: thuật đi đêm, một loại khinh công. Yêu cầu tập cả sự nhanh nhạy và luyện mắt tinh tường. Cách luyện dùng một tấm áo giáp sắt bên trong đeo chì rồi tập chạy ngày đêm, mỗi lần tập trung bình là 1 giờ rưỡi. Mỗi lần tập luyện chạy khoảng 20 dặm cho đến khi thời gian rút ngắn chỉ còn 30 phút, 10 dặm còn 20 phút với 40 kg túi cát hay chì trên người là thành công. Đến khi bỏ túi chì, cát ra thì thuật phi hành nhanh như gió lốc. Môn này giống môn Lục địa phi hành thuật hay Thần hành thuật là môn luyện chạy trên các địa hình không bằng phẳng nghĩa là mức độ khó hơn.
42. Thương đao bất nhập pháp (52) 槍刀不入法 (thương đao chẳng vào) hay còn gọi là Thiểm tị thuật, còn gọi là Không thủ nhập bách nhẫn 空手入百刃 (tay không vào rừng đao kiếm nhọn): luyện mắt thật nhanh nhạy bằng cách đếm nhanh các vật, sau đó luyện chạy trong rừng tre và chạy giữa vài chục người cầm binh khí tấn công. Tương truyền do Trần thị thuộc đời Tống ở đất Trân Châu sáng chế sau này không thấy còn người nào thời nay luyện môn này nữa.
43. Ngũ độc truy sa chưởng 五毒追沙掌 tên phổ biến hơn là Ngũ độc thủ (54) 五毒手: vào tiết thanh minh lấy 10 cân bùn dưới đáy giếng cho vào cái ang, ngày 5 tháng 5 âm lịch bắt một con rắn đỏ, một con thạch sùng, một con rết, một con cóc, một con nhện, và 5 cân mạt sắt, 5 lít dấm trắng, 5 cân rượu trắng, 1 cân thanh đồng sao trộn tất cả vào trong bùn rồi cho vào bao vải để lên miếng ván gỗ mà đánh chưởng (bàn tay) cho đến khi dập nát thì làm bao khác, mỗi lần tập đánh 400 cái mỗi tay cho đến khi mỗi ngày đánh được 40 ngàn lần trong 6-8 năm và về sau mỗi khi luyện thì ngâm rượu thuốc tẩm tay.
44. Phi đảm tẩu pháp 飞擔走法 hay Phi thiềm tẩu bích (56) 飞檐走壁 (bay trên mái, chạy trên vách): Thuật luyện chạy nhanh, nhảy cao, thân nhẹ. Mang bao cát trên thân người và 2 tay khoảng 20 kg tập nhảy chạy lên tường, mới tập chỉ được 1-2 bước, luyện lâu ngày đến 4-5 bước, sau 2-3 năm có thể được 8-10 bước thì bỏ cát ra có thể chạy lên tường được.
45. Nhất tuyến xuyên (48) 一線穿 (xuyên một đường) còn gọi là Đạt Ma độ giang, Đạt Ma độ thủy, Thủy thượng phi hay Thuật phi hành trên mặt nước: giống như phép luyện Khinh thân thuật, nhưng giai đoạn cuối cùng dùng một sợi dây giăng ngang trên cao rồi chạy lên, sợi dây được theo trình tự từ to đến nhỏ dần đến khi nhỏ như sợi chỉ. Môn này luyện trên 10 năm mới có thể đại thành.
46. Thoán tung thuật hay Thoán túng thuật (43) 躥縱術 (nhảy ngược): dùng chì nấu với tiết lợn xong rồi chôn xuống đất 49 để khử độc tố trong chì, sau đó cho chì vào bao đeo lên người tập chạy lên dốc cao, kế đến đeo chì chạy trên miệng lu (ang) có đầy nước sau đổ hết nước ra mà chạy trên miệng lu vẫn không lật đổ lu. Sau cùng xếp gạch đứng lên 2-3 tầng rồi nhảy lên chạy mà không làm đổ gạch rồi tập nhảy búng người lên mà không co người hay co gối. Luyện khoảng 8 năm thì thành công, nếu thẳng người có thể nhảy lên mái nhà 2-3 thước, co người có thể nhảy cao lên hơn 5-6 thước. Đây là công phu nhảy cao của Thiếu Lâm.
47. Kim sản chỉ 金剷指 tên gọi khác phổ biến hơn là Tiên Nhân Chưởng (15) 先人掌: Luyện chỉ lực, dùng ngũ chỉ (năm ngón tay khép lại thành chưởng) tập xỉa vào tường, đá, gỗ, ...
48. Yết Đế công (41) 揭帝功 (nhào lộn kiểu Yết Đế) hay Giải địa công (41) 解地功: thuật nhào lộn dưới đất.
49. Mai hoa trang (28) 梅花樁 (cọc hoa mai), còn gọi là Mai hoa thung: Chuyên luyện tấn pháp và bộ pháp trên các cọc đóng thành năm cái một thành hình hoa mai. Tăng dần chiều cao của cọc và độ khó của bài bằng cách thi đấu, biểu diễn quyền và binh khí trên cọc.
50. Niêm hoa công (60) 拈花功 (hái hoa): Luyện dương lực ở hai đầu ngón tay cái và ngón tay trỏ để bấu, véo, điểm. Luyện bằng cách hai ngón tay vê bóp các hạt đậu tiến tới hạt cát, sắt. Khi vê bi sắt mà làm méo, bẹp là đại thành.
51. Đường lang trảo (68) 螳螂爪 (trảo bọ ngựa) hay Đường lang quyền 螳螂拳, tên chính xác nhất là Đường Lang Chưởng 螳螂掌: cách luyện dùng khoảng 5 viên gạch chồng lên nhau, phía trên cùng có đệm lớp giấy dày 3 phân và chém cạnh bàn tay từ trên xuống cho đến khi vỡ gạch (trong vòng 1 năm rưỡi), khi chém xuống lưu ý các ngón tay phải hướng lên trên. Sau đó dựng đứng viên ngói và chém viên ngói vỡ mà vẫn không bay đi hay đổ xuống. Cuối cùng dùng đá xanh để luyện tập cho đến khi chém vỡ viên đá xanh.
52. Bao bản công 包板功 gần giống với Phi Thiềm Tẩu Bích: để 2 miếng ván nghiêng dốc 25 độ 2 bên cột cao rồi đeo túi cát, chì chạy lên trong 6 tháng, sau đó tăng độ dốc lên 45 độ trong nửa năm, kế tiếp tăng lên độ dốc 70 độ trong 1 năm, 85 độ trong vòng 3 năm cho đến khi dốc thẳng đứng 90 độ mà vẫn chạy như không thì công phu cáo thành. Số lượng cát tăng dần từ 10 kg đến 20 kg, mỗi lần chạy khoảng 500 lần, mỗi ngày 3 lần trong liên tiếp 3 năm. Tập cho đến khi 10 năm công phu thì công phu cáo thành. Khi bỏ cát ra thì chạy như bay lên vách như dưới đất bằng.
53. Thiểm chiến pháp 閃戰法 (tập né tránh), tên phổ biến là Sa bao công (65) 沙包功 (đánh rừng bao cát): lúc đầu treo 2 bao cát nặng khoảng 2–3 kg sau tăng 10 kg, dần dần tăng 4, 6, 10, ... 20 bao cát đánh thật nhanh và né tránh thật nhanh không cho bao cát trúng vào người do đánh văng đi, tập khoảng 6 năm thì công phu cáo thành.
54. Kim đao hoàn chưởng công: luyện công phu cạnh bàn tay chém vào phiến đá. Môn này cách luyện gần giống môn Mã Án Công – Ma An Gong (62): dùng tay (chân) đánh (đấm đá) vào phiến đá tảng to bằng kích thước bộ yên cương cưỡi ngựa mỗi ngày.
55. Khinh thân thuật 輕身術 còn gọi là Cân thân thuật (44) 斤身術 (thân nhẹ), Đề khí thuật hay Khinh thân công, Khinh công: Luyện thân thể nhẹ nhàng. Luyện ban đầu bằng cách chạy trên thành chum đựng nước, sau bỏ nước dần dần rồi đến rổ mây đựng cát và lần lần bỏ cát vơi dần đến hết. Cuối cùng chạy trên nền cát cho đến khi linh hoạt đến mức cát không bị tung lên, chân không để lại dấu.
56. Thiết tất công (45) 鐵膝功 (gối sắt), còn gọi là Thiết tất cái: Phép luyện đầu gối cứng như sắt thép. Tập bằng cách dùng quyền đấm vào hai đầu gối khi ngồi xếp bằng. Sau tăng lên dùng sức của búa.
57. Lục địa phi hành thuật 陆地飞行術 tên phổ biến là Thần hành thuật 神行術 cách luyện y hệt như Phi hành công nhưng tập luyện khó hơn bằng cách chạy trên các địa hình mấp mô không bằng phẳng và dốc lên xuống, băng qua các hố cao, rộng và sâu ...
58. Xuyên liêm công (34) 穿簾功 (xuyên rèm): Công phu gần giống Phi thiềm tẩu bích. Công phu này mô phỏng động tác chim yến bay qua màn cửa, dùng để nhảy qua chướng ngại vật, nhiều môn sinh Sơn Đông mãi võ chuyên biểu diễn nhảy chui qua vòng lửa hay vòng gắn dao nhọn, chính là công phu này.
59. Lăng lý toản 淩裏鑽 (đi xuyên qua nước) còn gọi là Phiên Ba Lăng 反波淩 (xoay trở trong nước) còn có tên là Tù Thủy thuật (19) 泅水術 (Tù Thủy Thuật hay Du Thủy Thuật): là phương pháp luyện bơi lội và luyện quyền cước khi ngâm mình dưới nước.
60. Điểm thạch công (66) 点石功 (luyện tay điểm vào đá): Loại dương công chuyên luyện đầu ngón tay để đánh điểm vào thân thể đối thủ rất nguy hiểm, thuộc hàng tử thủ nhưng khác với Nhất chỉ thiền là loại âm công tác xạ từ xa. Dùng đầu ngón tay điểm vào tường đá để tập. Môn này giống Nhất Chỉ Kim Cương pháp và Nhất Chỉ Thiền Công (một ngón trỏ) nhưng khác là dùng 2 ngón (ngón trỏ và ngón giữa). Cách luyện ngay từ đầu vẽ vòng tròn lên tường gạch (36 vòng) và điểm cho đến khi lõm vào. Luyện khoảng 3 năm là có thể điểm 1 lần là lõm tường.
61. Tì bà công (26) 琵琶功 (gảy đàn tỳ bà), còn gọi là Đàn chỉ thần công: Luyện búng ngón tay như búng dây đàn. Phải ngâm thang thuốc đặc biệt trộn vào bao cát để tập. Khi tập thành ngón tay trở nên đen huyền do thấm thuốc.
62. Nhu cốt công (32) 柔骨功 (xương mềm): Luyện cho toàn thân nhu nhuyễn, các khớp xương thông hoạt, tránh sự cứng nhắc. Khởi luyện bằng cách hất chân các hướng, kế đến luyện Triều thiên đăng tức đưa chân tới trước ngực rồi ôm sát vô ngực trong khi chân kia vẫn đứng thẳng, sau đó luyện eo bằng cách tư thế uốn, gập.
63. Bích hổ du tường thuật (24) 壁虎逾牆術 (thằn lằn leo tường), còn gọi là Bà tường công 爬牆功: Là loại công phu chuyên bò sát mặt tường thẳng đứng mà đi lên. Lúc ban đầu mới luyện thì dựng bức tường dốc nghiêng 45 độ và tăng dần đến 90 độ, tứ chi ban đầu mỗi chi mang 0.5 kg cho đến 10 kg, thời gian tổng luyện là 25 năm công phu chia làm 5 lần thời kì tăng sức nặng bao cát mỗi thời kì là 5 năm.
64. Môn đáng công (39) 門擋功 (luyện hạ bộ) môn này còn có tên là Kim Thiền công 金蝉功 (Kim Thiền là ve sầu vàng thoát xác): luyện sức chịu đựng của những đòn tấn công vào hạ bộ, tập trung khí vào hai bìu dái trở nên cứng như sắt.Môn này gần giống công phu Hấp Âm Công (49) 吸陰功 còn có tên là Liêu Âm Công 撩陰功 hay Đồng Tử Công 童仔功 là phương pháp tập hít cho 2 hòn dái thâu vào ổ bụng tránh lực công phá của đối phương. Môn này muốn luyện phải từ thiếu niên và vĩnh viễn chưa từng giao hợp với phụ nữ.
65. Phân đằng thuật (57) 反腾術 hay Phân đằng công (lật lăng): Luyện khinh thân (thân nhẹ) để có thể lên xuống bất cứ chỗ nào, cách luyện có thể bao hàm cả những kĩ năng nhào lộn. Cách luyện ban đầu ngã người về phía trước sau nhào lộn, sau dần nhào lộn trên xà đơn, cuối cùng di chuyển trên những sợi dây treo và tung mình trên không nhào lộn.
66. Bố đại công (69) 布袋功: Không liên quan gì đến khái niệm túi vải (bố đại) mà đây là tên của một Thiền sư Trung Quốc sống vào khoảng thế kỉ thứ 10 theo truyền thuyết là hiện thân của phật Di Lặc hay đeo trên mình túi vải, đây là công phu chuyên luyện bụng. Cách luyện ngồi tĩnh thân luyện khí (hít thở) rồi dùng 2 tay xoa bụng 36 lần theo chiều kim đồng hồ rồi ngược lại (72 lần), mỗi ngày xoa 4 lần trong vòng 3 năm, sau đó dùng thân gỗ tròn treo trên không cho húc vào bụng từ nhẹ đến mạnh tăng dần trong vòng 6 năm. Lúc này công phu đã tiểu thành có thể chịu những cú đánh mạnh vào bụng. Nếu muốn chịu được giáo nhọn đâm vào phải mất toàn thành 15 năm.
67. Cáp mô công hay Hà mô công (33) 蝦蟆功 (ếch): dùng 2 cánh tay cầm 2 quả tạ lớn nâng lên cho đến khi nâng được cả trăm cân, bỏ tạ ra nâng nhấc tay không, sau cùng dùng tay (quyền) đánh vào người rồi từ từ thay bằng búa gỗ, chùy sắt, cuối cùng dùng đá nặng đè lên người và dùng côn đánh vào lưng, bụng, thân mình.
68. Thiên tằng chỉ công 仟層指功 (đánh xuyên ngàn lớp) tên gọi khác là Cương Nhu Pháp (16) 刚柔法: treo những bó giấy buộc chặt bằng dây thừng vào các cạnh bàn cao khoảng hơn 1m rồi đánh mỗi ngày tăng dần trọng lượng bó giấy từ 10 kg đến 50 kg. Phương pháp này có cứng (cương) của bó giấy và có mềm (nhu) do được treo đong đưa cho nên không tạo lực chấn phản gây nội thương khi đánh vào. Đứng ở thế tấn Trung bình tấn (Mã bộ) hay Đinh tấn (Cung bộ) đấm vào từ 500 – 3000 quyền mỗi ngày trong vòng 9 năm. Khi đấm tay ra bộ pháp phải vững, cổ tay phải chắc và thẳng, lực phát ra từ eo, lưng và vai. Phương pháp này giống như công phu Lạc Tinh Trang 落星樁 hay Lưu Tinh Trang (27) 留星樁 bằng cách lấy trụ tre dùng để tập công phá mỗi ngày bằng tay (chưởng, quyền, chỉ, trảo), chân (cước), đầu, vai, mông.
69. Đàn tử quyền hay Đạn tử quyền (31) 弹子拳 / 彈子拳 (quyền bật): Luyện công bằng cách gõ đầu khớp xương thứ hai, khi bàn tay co các ngón tay lại, vào các vật cứng như tường đá.
70. Tỏa chỉ công (22) 锁指功 (tay như móc khóa, khóa ngón): Luyện ngón tay nhưng không giống với công phu Điểm thạch hay Long trảo, mà tập khóa, bấu các đầu ngón tay vào nhau dùng để bấu, véo đối thủ. Cách luyện hàng ngày bấu véo vào miếng gỗ rồi đến sắt cho đến khi xuất hiện vết lõm.
71. Truy phong chưởng công 追風掌功: cách luyện mỗi buổi sáng thức giấc đứng Mã bộ (Trung bình tấn) mặt quay về hướng Đông dùng 2 tay luân phiên đẩy chưởng ra phía trước 1000 cái và tăng dần số lượng trong vòng 6 năm liên tục, kế tiếp dùng ngọn nến để cách xa 1 trượng cố gắng đẩy tắt nến với số lần từ ít đến nhiều, từ từ tăng khoảng cách ngọn nến lên 2-3 trượng với 40 000 lần mỗi ngày. Cuối cùng đặt quả cầu bông cách xa 1 trượng như trên và đẩy cho đến khi quả bông lăn xuống đất, tiếp tục tăng khoảng cách như trên thì công phu cáo thành, đến lúc này cách xa 3 bước có thể đánh ngã người. Cứ kiên trì tập như vậy trong vòng 30 năm thì cách 8 bước có thể đánh ngã người. Môn này rất khó luyện trăm người chỉ một người thành công nên cần kiên nhẫn. Môn này gần giống với Huyền Không quyền 玄空拳(còn có tên khác là Âm quyền công (64) 阴拳功) và Dương Quang Thủ (38) 陽光手 là phép tập quyền đả cách không với mục tiêu mà cách luyện là đấm vào ngọn nến mỗi ngày, mỗi lần đấm khoảng 500 – 3000 quyền. Trung bình mỗi ngày đánh khoảng 2000 – 3000 quyền trong 30 năm thì âm kình sẽ vô cùng khủng khiếp. Phương pháp tập này có ưu điểm không gây sang chấn thương cơ thể do không chạm vào vật cứng mà uy lực cũng không kém các môn dương cương đánh vào vật cứng.
72. Nhuyễn huyền công 軟玄功: cách tập luyện rất đơn giản, không tốn chi phí, không bị sang chấn thương, cách luyện là mỗi ngày đứng Trung bình tấn đấm thẳng ra, hoặc chưởng hay trảo đánh thẳng ra mỗi tay nhiều ngàn lần. Môn này bản chất là tập phát kình trong Thiếu Lâm quyền, khi phát kình thì toàn thân buông lỏng và không được rung lắc. Tập luyện lâu ngày khí lực trong người gia tăng rất mạnh, huyết dịch tuần hoàn, thần thái tươi tốt. Đây là môn công phu cơ sở trong các môn Nội gia theo phương pháp tuyệt đối không dùng tay chân công phá vào vật cứng như các môn dương cương ở trên. Ưu điểm môn này không gây hậu quả nội thương và không cần thuốc xoa bóp hay uống trị thương.

## Quan hệ thất thập nhị huyền công với các yếu tố khác

### Quan hệ với quyền cước và binh khí
Với ý nghĩa các bài sáo lộ (quyền thuật và binh khí) chỉ là những động tác ứng dụng còn công phu lại là cái gốc của bài quyền và binh khí, đòi hỏi người tập võ không chỉ tinh thông các bài sáo lộ mà bắt buộc phải có công phu. Quyền cước và binh khí quan trọng nhưng công phu mới có tính quyết định trong thực chiến. Với nhiều phương pháp khác nhau luyện nhuyễn công, ngạnh công, nội công và ngoại công, thất thập nhị huyền công Thiếu Lâm giúp thân thể khỏe mạnh, đao thương khó gây tổn thương, bách bệnh khó phát, nắng mưa khó xâm phạm, bởi vậy, công phu hỗ trợ luyện tập và ứng dụng quyền cước binh khí được linh hoạt, đồng thời quyền cước và binh khí giúp thi triển công phu thêm xảo diệu. Các võ sư đã đúc kết thành thành câu nói vắn tắt: "Luyện quyền bất luyện công, đáo lão nhất trường không. Luyện công bất luyện quyền, chiêu pháp vô nhân truyền" (Luyện quyền mà không luyện công thì tập đến già vẫn bằng không. Luyện công mà không luyện quyền thì không có hệ thống sáo lộ nào mà truyền đời để lại).

### Quan hệ với khí huyết
Trong thất thập nhị nghệ chính tông với âm dương nhuyễn ngạnh (tứ đại công phu) đều lấy khí huyết làm chủ với khí là vệ, huyết là doanh.

### Quan hệ với tạng phủ
Khi luyện tập 72 tuyệt kĩ Thiếu Lâm phải khiêm tốn tĩnh khí, bài trừ mọi tạp niệm là nhân tố chủ yếu cho ngoại tà không thể xâm nhập, nội tà tránh xa. Tạng phủ là phủ của khí huyết, nếu như không được kiện toàn thì luyện công khó được công hiệu. Vì thế mỗi ngày trước lúc luyện công thì trước tiên phải loại bỏ nội tà bên trong cơ thể và ngoại tà xâm nhập từ bên ngoài vào.

### Quan hệ với tuổi tác
Bất cứ người nào cũng đều có thể chọn một vài công phu trong 72 tuyệt kĩ Thiếu Lâm để luyện miễn là có khí và có lực. Tuy nhiên, dù có khí và lực để luyện công nhưng sự đại thành của công phu lại phụ thuộc khá nhiều vào tuổi tác. Trẻ nhỏ hồn nhiên thơ ngây, ngoài ăn uống nghỉ ngơi ra trong đầu không có cố kị và tạp niệm, cơ thể thuần dương, bệnh tật ít, tâm chuyên ý nhất dễ tập võ nghệ hơn là người cao tuổi. Nếu là người đã trưởng thành với lục dục thất tình, các tạng phủ xảy ra nhiều biến đổi, nội ngoại tà tương bức cho nên không dễ luyện công. Bởi vậy, trẻ nhỏ nên cho luyện từ rất sớm (6, 7 tuổi), còn người lớn nếu như có thể tiêu trừ được tạp niệm, bài trừ tà hư, giới dục, đăng tâm tĩnh khí thì có thể luyện thành công.